# 薊釘毛蚜
薊釘毛蚜（学名：Capitophorus montanus）为常蚜科釘毛蚜屬下的一个种。